# Akustycznie (album Urszuli)
Akustycznie – koncertowy album Urszuli, wydany w grudniu 1996 roku nakładem wydawnictwa Zic Zac.
Nagrań dokonano podczas koncertu, który odbył się 22 sierpnia 1996 w Studio Rembrandt – Polskiego Radia Białystok. Nagłośnienie koncertu – Remigiusz Białas. Obsługa techniczna koncertu – Piotr Dyśko „Szaman”.
Album uzyskał status platynowej płyty.
W nagraniach udział gościnnie wzięli m.in. Jan Borysewicz i José Torres. Album przyniósł przebój „Coraz mniej”, który jest polskojęzyczną wersją piosenki „Wishing Well” z płyty Urszula & Jumbo. Płytę promowała również nowa wersja hitu „Dmuchawce, latawce, wiatr”.

## Lista utworów
Źródło
| Nr  | Tytuł utworu                    | Muzyka      | Słowa         | Długość |
| --- | ------------------------------- | ----------- | ------------- | ------- |
| 1.  | „Oh Well”                       | P. Green    |               | 3:42    |
| 2.  | „Malinowy król”                 | R. Lipko    | M. Dutkiewicz | 6:04    |
| 3.  | „Michelle ma belle”             | R. Lipko    | M. Dutkiewicz | 4:14    |
| 4.  | „Wielki odlot”                  | R. Lipko    | M. Dutkiewicz | 4:54    |
| 5.  | „Coraz mniej”                   | S. Zybowski | B. Olewicz    | 4:47    |
| 6.  | „Czy to miłość to co czuję”     | S. Zybowski | B. Olewicz    | 5:01    |
| 7.  | „Dmuchawce, latawce, wiatr”     | R. Lipko    | M. Dutkiewicz | 5:42    |
| 8.  | „Kto zamiast mnie”              | R. Lipko    | M. Dutkiewicz | 6:17    |
| 9.  | „Świąteczny taniec”             | S. Zybowski | U. Kasprzak   | 4:57    |
| 10. | „Noc nie przyszła pod mój dach” | R. Kniat    | A. Sobczak    | 4:27    |
| 11. | „Na sen”                        | S. Zybowski | U. Kasprzak   | 5:05    |
| 12. | „Woodstock `94”                 | S. Zybowski | U. Kasprzak   | 3:34    |
| 13. | „Za twoje zdrowie mała”         | R. Lipko    | M. Dutkiewicz | 4:39    |
| 14. | „Rysa na szkle”                 | S. Zybowski | B. Olewicz    | 4:27    |
| 15. | „Wild Thing”                    | Chip Taylor | Chip Taylor   | 3:23    |
| 16. | „Konik na biegunach”            | J. Dybek    | F. Serwatka   | 3:15    |
|     |                                 |             |               | 1:14:28 |

## Listy przebojów
| grudzień 1996 | Coraz mniej               | - | -  |
| lipiec 1997   | Dmuchawce, latawce, wiatr | - | 29 |
| 1997          | Za twoje zdrowie mała     | - | -  |

## Teledyski
- „Coraz mniej” – 1997
- „Dmuchawce, latawce, wiatr” – 1997

## Twórcy
źródło:
- Urszula – śpiew

zespół The Keczaps w składzie
- Stanisław Zybowski – gitara akustyczna
- Wojtek „Puzon” Kuzyk – gitara basowa
- Robert „Misiek” Szymański – perkusja
- Sławek „Jasiek” Piwowar – gitara akustyczna, fortepian
- Małgorzata Paduch – chórki

- Jan Borysewicz – gitara akustyczna
- José Torres – instrumenty perkusyjne

Smyczkowy Kwartet Podlaski w składzie
- Maciej Przeździęk – I skrzypce
- Paweł Dawidowicz – II skrzypce
- Henryk Najda – altówka
- Wojciech Kopijkowski – wiolonczela

Personel
- Paweł Skura – realizacja nagrań (Studio Hendrix), mix materiału (Studio Polskiego Radia Lublin - październik 1996)
- Stanisław Zybowski – produkcja, aranżacje
- Handrian Tabęcki – aranżacje kwartetu smyczkowego
- Grzegorz Piwkowski – mastering
- Beata Wielgosz – zdjęcia
- Maciek Strzeszewski – zdjęcia
- Kasia Mrożewska – projekt graficzny